# Calle Zaragoza
La  Calle Zaragoza es una pequeña calle de sentido oeste y este localizada en el Residencial Los Robles, Managua, Nicaragua. Su nombre se debe en honor a la ciudad de Zaragoza, España.

## Trazado
La Calle Zaragoza inicia desde la intersección en una calle que no posee nombre y culmina en un cul-de-sac, en el Residencial Los Robles.

## Barrios que atraviesa
La calle por ser pequeña sólo atraviesa el Residencial Los Robles.